# Andrew Ridgeley

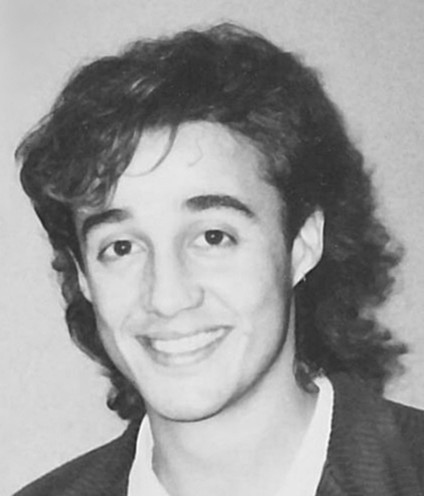
Andrew Ridgeley (Mitte der 1980er-Jahre)

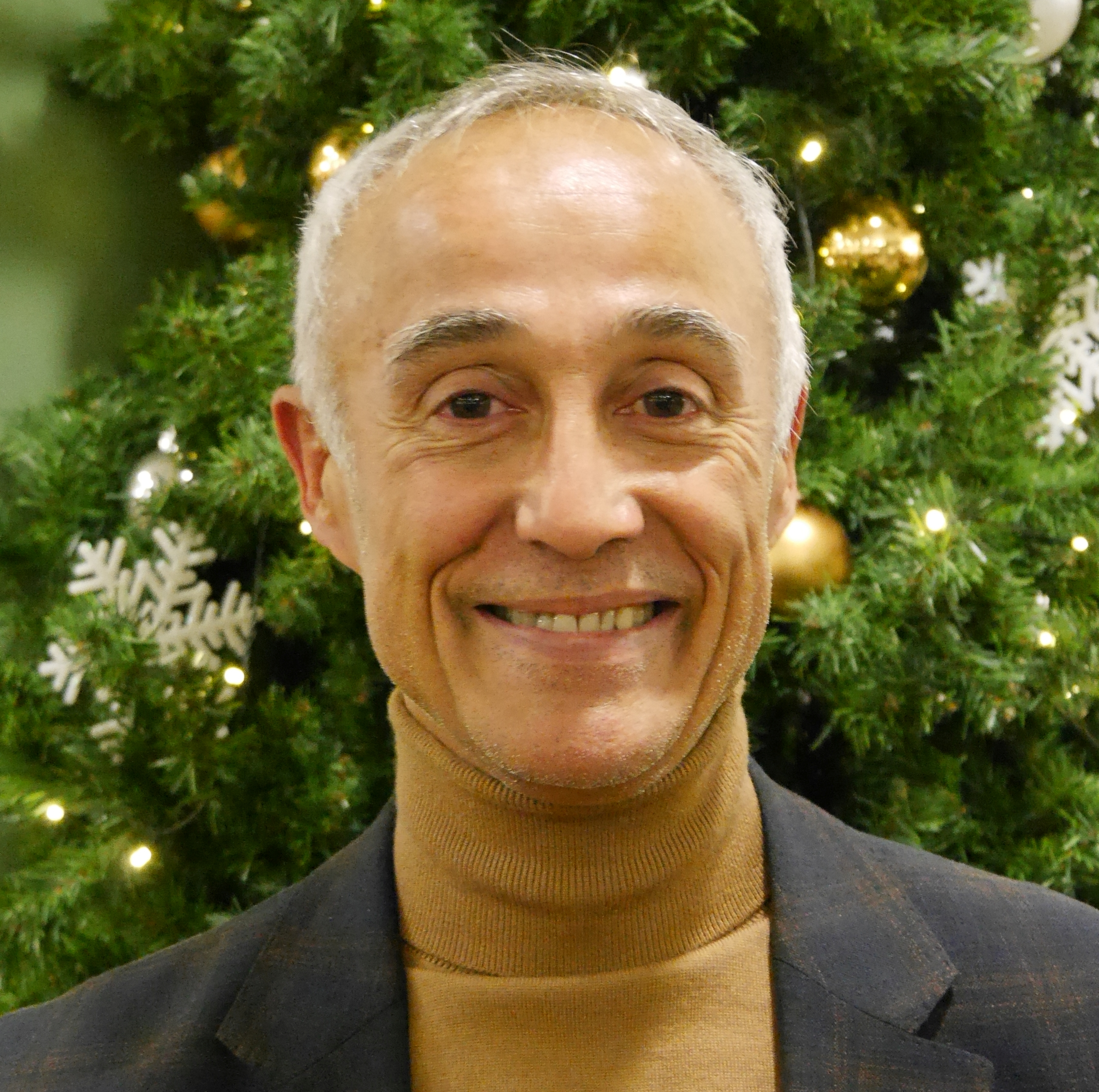
Andrew Ridgeley (2019)

Andrew John Ridgeley (* 26. Januar 1963 in Windlesham, Surrey) ist ein britischer Sänger, Songwriter und Gitarrist. Er wurde 1981 als Mitglied des Musikduos Wham! bekannt, das er gemeinsam mit George Michael bildete.

## Leben
Andrew Ridgeley kam 1963 im englischen Windlesham als Sohn der 1943 geborenen Lehrerin und Malerin Jennifer Jill Dunlop und des früheren Leica-Direktors Albert Mario Ridgeley (1932–2015) zur Welt. Sein Vater hatte ägyptische und italienische Wurzeln und änderte seinen Nachnamen erst nach der Einwanderung nach Großbritannien von Zacharia zu Ridgeley. Andrew wuchs in Bushey auf, wo er die Bushey Meads School besuchte.
1981 gründete er gemeinsam mit seinem Klassenkameraden und Jugendfreund George Michael, mit dem er bereits in Bands gespielt hatte, das sehr erfolgreiche Musikduo Wham!, an dessen ersten Hits er als Co-Songwriter beteiligt war. Bald jedoch rückte Ridgeley zunehmend in den Hintergrund. Nach der Auflösung von Wham! ging Ridgeley, der Michael freundschaftlich verbunden blieb, nach Monaco und versuchte sich 1986 erfolglos als Formel-3-Rennfahrer im David-Price-Racing-Team auf einem Reynard 863 (Volkswagen), beschädigte einige Rennfahrzeuge und hatte Schwierigkeiten, Sponsoren zu finden. 
Nach dem Versuch, in Los Angeles im Filmgeschäft Fuß zu fassen, kehrte er 1990 nach England zurück und wurde als Solokünstler von Columbia Records unter Vertrag genommen. Er veröffentlichte ein Soloalbum mit dem auf seinen Vater bezogenen Titel Son of Albert, konnte aber an die Erfolge von Wham! nicht anknüpfen. Die Single-Auskopplung Shake erreichte Platz 16 in den australischen Charts, die zweite Auskopplung Red Dress hat keinen Charterfolg. Beide Singleauskopplungen erschienen auf mehreren Samplern. Das Album selbst erzielte mit Platz 63 in den australischen Albumcharts den größten Erfolg, worauf Columbia Records den Vertrag kündigte.
Ridgeley war bis 2017 mit der Bananarama-Sängerin Keren Woodward verheiratet, mit der er einen gemeinsamen Sohn hat. Zeitweilig betrieb er in Rickmansworth die Bar 92. Er lebt in Cornwall. Im Dezember 2019 erschien seine Autobiografie Wham! George & Me auf Deutsch.
Ridgeley hatte 2019 einen Cameo-Auftritt im Film Last Christmas. 

## Diskographie

### Studioalben
- 1990: Son of Albert

### Singles
- 1990: Shake
- 1990: Red Dress